# Erkennungsmerkmal
Ein Erkennungsmerkmal oder Bestimmungsmerkmal ist in den Wissenschaften die empirische Voraussetzung, um logisch auf die Zugehörigkeit eines Besonderen zu einem Allgemeinen schließen zu können (Klassifizierung). Durch Feststellung und Veröffentlichung von Erkennungsmerkmalen wird ein logisches Vorgehen von einem empirischen trennbar. Dies ist Grundlage für jede Art von Verwaltung oder Datenverarbeitung.
Zu einem Erkennungsmerkmal sind nur Eigenschaften geeignet, die deutlich hervortreten und/oder eindeutig festgestellt werden können. Ein brauchbares Erkennungsmerkmal ist (meist in Kombination mit anderen Merkmalen) notwendige oder hinreichende Bedingung für eine Bestimmung. In der biologischen Systematik werden auf diese Weise Exemplare zu Arten, Gattungen, Familien zusammengefasst. Sie ist aus einem starken aufklärerischen Glauben an die Beweiskraft der Morphologie hervorgegangen (vgl. Carl von Linné).

## Erkenntnistheoretische Zusammenhänge
Ein Erkennungsmerkmal dient oft dazu, um auf eine Ursache zu schließen, wie von Rauch auf Feuer. Nicht jede Verallgemeinerung ist jedoch ein Schluss auf Ursachen. Zum Beispiel: Ein Verbrecher gehört durch seine Verurteilung zur "Klasse" der Verbrecher. Diese Zugehörigkeit ist aber nicht Ursache seines Verbrechens.
Ob es reale Erkennungsmerkmale gibt oder ob sie von Beobachtern konstruiert werden, war schon immer umstritten (Universalienproblem). – Erkennbarkeit ist im Interesse von Beobachtern, deshalb ist Zurückhaltung gerechtfertigt, wenn sie von ihnen als beobachterunabhängige Eigenschaft ausgegeben wird. 
Beispiel: Ob die Straße nass ist, kann durch Erfahrung erkannt werden. In einem zweiten Schritt kann daraus geschlossen werden, ob es geregnet hat oder ob die Straße aus anderen Gründen nass geworden sein könnte. Auf einem Filmset kann ein begrenzter Teil der Straße nass gemacht worden sein, um vergangenen Regen zu simulieren. Das Bestimmungsmerkmal für Regen gilt dann nur diegetisch innerhalb der Filmhandlung, aber nicht außerhalb. Es ist Konvention statt Wirklichkeit. 
Ob eine Verdeutlichung von Erkennungsmerkmalen Erkennbarkeit fördert oder vielmehr täuscht, ist ein alltägliches und ideologisch bedeutendes Problem. Zum Beispiel: Ein Label kann übertragbar sein, aber doch sein Image als Zeichen von Qualität behalten, weil es einer ständigen Prüfung durch die Konsumenten ausgesetzt ist. – Familiennamen sind seit dem Spätmittelalter üblich, wurden aber erst in der europäischen Bürokratie des 18./19. Jahrhunderts verbindlich. Weil Juden die Tradition der Familiennamen nicht hatten, wurden sie in dieser Zeit zur Annahme von Familiennamen gezwungen. Aufgrund dieses Zwangs zur Erkennbarkeit gibt es bis heute viele Pseudonyme von Menschen jüdischer Herkunft.